# Lotte Reinigerová
Charlotte "Lotte" Reinigerová (2. června 1899, Berlín - 19. června 1981) byla německá animátorka a režisérka.

## Život

### Mládí
Lotte Reinigerová se narodila v Berlínské čtvrti Charlottenburg. Už jako dítě byla fascinována čínským a indonéským stínovým divadlem. Později, jako teenager, byla ovlivněná tvorbou herce a režiséra Paula Wegenera a navštěvovala ho na přednáškách o animaci. Později se zapojila do herecké společnosti, kam Wegener náležel, a pracovala na vkládaných titulcích pro jeho filmy a přitom vystřihovala siluety podle tváří herců.

### Pracovní úspěchy
Za práci na titulcích a krysách Wagnerova Der Rattenfänger von Hameln (Krysaře z Hameln) byla Reinigerová přijata do animačního studia se vznešeným názvem Institut kulturního výzkumu. Zde se setkala se svým budoucím kameramanem a režisérem Karlem Kochem; od roku 1921 jí byl také manželem. První samostatná režijní práce Lotte Reinigerové byla na filmu Das Ornament des verliebten Herzens, kde si jednak ověřila funkčnost a efektnost způsobu animace a zároveň zavedla mnoho metod a pravidel tohoto žánru. Zde bylo poprvé naplno vyzkoušeno animování vystřihovaných postav a výsledný snímek byl velmi kladně přijat. V průběhu následujících let Lotte Reinigerová pracovala na několika menších filmech anebo spolupracovala s jinými tvůrci, například animovala dravce v první části germánské ságy o Nibelunzích od Fritze Langa.

### Celovečerní film
Prvním výrazným filmem Lotte Reinigerové je animovaný fantaskní příběh o lásce prince Ahmeda a víly Peri Banu, který čerpá inspiraci v pohádkách Tisíce a jedné noci. Dobrodružství prince Ahmeda, jehož animace trvala téměř čtyři roky, bylo těžké dostat do distribuce, ale s podporou režiséra Jeana Renoira se po roce podařila projekce v Paříži a snímek byl vřele přijat jak odbornou kritikou, tak i laickým publikem. Ovšem do konce své šedesátileté kariéry už nikdy nevytvořila celovečerní film. Spolupráce na hraném snímku Die Jagd nach dem Glück byla přerušena nečekanou událostí, kdy do Německa dorazil zvukový film a dodatečné dabování novými herci se nesetkalo s úspěchem.

### V emigraci
Se vzestupem nacismu se manželé rozhodli emigrovat, avšak nemohli najít zemi, kde by dostali trvalá víza. Roky 1933 až 1944 trávili cestováním a hledáním nového domova, a tak s nimi podle možností spolupracovali Jean Renoir v Paříži a Luchino Visconti v Římě. Nějakým způsobem dokončují dalších dvanáct snímků, tedy až od roku 1939, kdy se konečně usadili v Londýně. Lotte Reinigerová poté navrhla logo pro Anglickou poštu (General Post Office) se siluetou korunky a logo Národní společnosti neslyšících (NDCS). Také roku 1953 vytvořila ilustrace pro spisovatele Lancelyna Greena a jeho knihu o rytířích. Poté animovala sérii více než tuctu filmů inspirovaných pohádkami bratří Grimmů.
Její styl je ojedinělý mezi velkými postavami animovaného filmu díky specifické animační technice asijských stínoher za použití krajkově jemné siluety.
Lotte Reinigerová zemřela ve věku 82 let v Německu.

## Filmografie
- 1926 - Dobrodružství prince Ahmeda (The Adventures of Prince Achmed)
- 1935 - Papageno

přehled krátkých filmů na en:Lotte_Reiniger#Filmography